# باول ديفيس (مغني)
باول ديفيس (بالإنجليزية: Paul Davis)‏ هو عازف بيانو ومغني ومغن مؤلف أمريكي، ولد في 21 أبريل 1948 في ميريديان في الولايات المتحدة، وتوفي بنفس المكان في 22 أبريل 2008 بسبب نوبة قلبية.

## وصلات خارجية
- بول ديفيس على موقع IMDb (الإنجليزية)
- بول ديفيس على موقع ميوزك برينز (الإنجليزية)
- بول ديفيس على موقع إن إن دي بي (الإنجليزية)
- بول ديفيس على موقع ديسكوغز (الإنجليزية)